# 3,5-二氯苯甲腈
3,5-二氯苯甲腈是一种有机化合物，化学式为C7H3Cl2N。它可由3,5-二氯苯甲酰胺和三氟甲磺酸铟、N-甲基-N-三甲基硅基三氟乙酰胺在甲苯中反应得到。它可用于5-氰基-1,3-苯二甲酸的合成。